# Stylodactylidae
Stylodactylidae is een familie van kreeftachtigen uit de klasse van de Malacostraca (hogere kreeftachtigen).

## Geslachten
- Bathystylodactylus Hanamura & Takeda, 1996
- Neostylodactylus Hayashi & Miyake, 1968
- Parastylodactylus Figueira, 1971
- Stylodactyloides Cleva, 1990
- Stylodactylus A. Milne-Edwards, 1881